# Paramonohystera setosa
Paramonohystera setosa är en rundmaskart som beskrevs av Nikolai Nikolaievich Filipjev 1918. Paramonohystera setosa ingår i släktet Paramonohystera och familjen Monhysteridae. Inga underarter finns listade i Catalogue of Life.